# バーチャル考古学
バーチャル考古学（バーチャルこうこがく、英: Virtual archaeology）とは、1990年に考古学者で計算機科学者のポール・ライリーが提唱した用語で、コンピュータを使った考古学的発掘調査のシミュレーションを指す。

## 概要
提唱以来、バーチャル考古学に関連する科学的成果は考古学におけるコンピュータの応用と定量的手法(CAA)などで毎年議論されてきた。 「可視化」という言葉に沿って、ロンドンチャーターイニシアチブにおけるバーチャル考古学の目的は下記のように定義された。
コンピューターによる可視化が何を表現しようとしているのか、例えば文化遺産の現状、証拠に基づく復元、あるいは文化遺産や遺跡の仮想的な復元、そして事実の不確実性の程度と性質などを、利用者に明確に示すべきである。—ロンドンチャーターイニシアチブ (2009)
この用語の導入以来、その焦点は、考古学の可視性と利用可能性を向上させる方法を探求するために拡張されている。現在では、多くの3次元データセットを分析し、遺跡の予備的な復元を考慮したり、考古学的探査、歴史的調査や発掘など、さらなる調査を導いたりするための統合の模範として機能している。ただし、この反復的かつ段階的な過程において、結果の解釈と仮想的な表現は、重要ではあるが一つの結果に過ぎない。また、3Dプリンティング技術を使用することで、物理的に作成することもできる。 このような展開は、2012年にサンクトペテルブルクで開催されたエルミタージュ美術館東欧・シベリア考古学部主催のバーチャル考古学に関する初の国際会議で議論された。 2015年にはエルミタージュ美術館で第2回会合が開催され、新たな編集版が作成された。2021年に開催された「過去を明らかにし、現在を豊かにし、未来の言語を形作る("Revealing the Past, Enriching the Present and Shaping the Future Languages")」をモットーとする次回の会議は、クラスノヤルスクのシベリア連邦大学に移された。